# Великомученик Пантелеимон
Статья — о христианском святом. Об имени см. статью Пантелеймон.
Пантелеи́мон (также Пантелеймо́н, греч. Παντελεήμων — всемилостивый), до крещения Пантоле́он (греч. Παντολέων) († 305 год) — христианский святой, почитаемый в лике великомучеников, целитель, врач безмездный.
Хотя есть основания полагать, что мученик по имени Пантелеимон существовал, католики не признают достоверность некоторых историй из его жизни. 
В Православных церквях память совершается 27 июля (9 августа) шестеричным богослужением, в Католической церкви — 27 июля.

## Жизнеописание
Родился в Никомедии в семье знатного язычника и получил имя Пантолеон. Его мать святая Еввула была христианкой и воспитывала сына в своей вере, но умерла. Когда Пантолеон был в отроческом возрасте, его отец отдал сына в языческую школу, а затем поручил знаменитому врачу Евфросину для изучения Пантолеоном врачебного искусства. Вскоре о нём услышал римский император Максимиан, пожелавший видеть Пантолеона при своём дворе.
Проживавший в Никомедии пресвитер Ермолай заметил Пантолеона и начал рассказывать ему о христианстве. Согласно житию, Пантолеон уверовал в Иисуса Христа, когда, увидев ребёнка, умершего от укуса змеи, он по молитве к Иисусу Христу воскресил его. После этого он принял крещение от пресвитера Ермолая и получил имя Пантелеимон.
Став безмездным врачом, Пантелеимон лишил многих врачей доходов, и императору Максимиану поступил донос, что Пантелеимон посещает в тюрьме христиан и лечит их именем Христа. Император призвал Пантелеимона и просил опровергнуть донос. Святой предложил императору призвать одного неизлечимого больного и устроить испытание. Кто исцелит его: он или языческие жрецы — вера того и должна быть истинною. Согласно житию, языческие жрецы не смогли исцелить больного, а Пантелеимон силой молитвы даровал расслабленному исцеление. После этого многие уверовали во Христа, а Максимиан ожесточился на Пантелеимона и приказал истязать его, а затем бросить с тяжёлым камнем в море. Но Пантелеимон остался невредим, тогда его подвергли новым мучениям: повесили на дереве, жгли свечами, потом рвали железными когтями, колесовали, бросали в кипящее олово, пытались утопить в море. Дикие звери, которым он был брошен на растерзание, лизали ему ноги.
После всех истязаний Пантелеимона приговорили к усекновению головы. Его привязали к масличному дереву и хотели отрубить голову, но святой стал молиться, и меч не причинил ему вреда. Во время молитвы голос с небес призвал Пантелеимона в Царство Небесное, и святой попросил воинов исполнить данный им приказ. Согласно житию, когда ему отрубили голову, то из раны потекло вместо крови молоко, а маслина тут же покрылась плодами. Брошенное в костер тело великомученика не сгорело и было погребено христианами.
Глава Пантелеимона хранится в Пантелеимоновом монастыре на Афоне. Частицы мощей святого находятся во многих городах России. В Православной церкви Пантелеимон почитается как покровитель воинов (его языческое имя Пантолеон переводится как «лев во всём»), а также как целитель, что связано с его вторым, христианским, именем Пантелеимон — «всемилостивый».

## Иконография

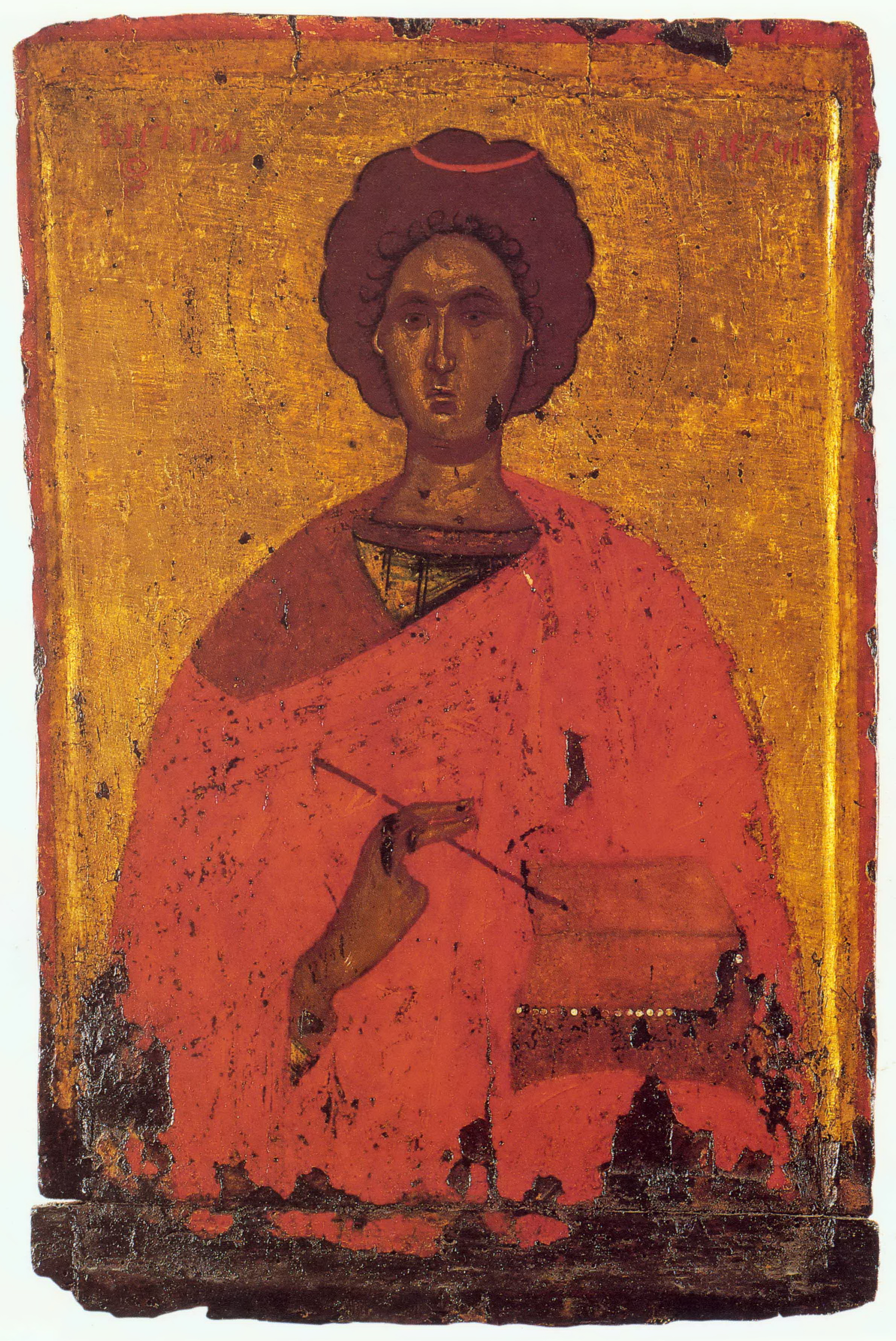
Святой Пантелеимон (энкаустическая икона, XI век)

В православной традиции на иконах изображается в образе юноши «без бороды, кудрявый» в одеянии, традиционном для изображения целителей — синем хитоне с золотыми нарукавниками, синей рубашке с золотым оплечьем и коричневом плаще, собранном на груди. На левом плече узкая белая лента, подобная диаконскому орарю. В правой руке мученический крест, в левой — коробочка для лекарств, по форме напоминающие чудотворные реликвии.
При изображении страданий святого Пантелеимона «Ерминия Дионисия Фурноаграфиота» указывает: «был привязан к цветущей маслине и обезглавлен. Из выи его вместо крови текло молоко».

## Молитва
«О великий угодниче Христов, страстотерпче и врачу многомилостивый, Пантелеимоне! Умилосердися надо мною, грешным рабом, услыши стенание и вопль мой, умилостиви небеснаго, верховнаго Врача душ и телес наших, Христа Бога нашего, да дарует ми исцеление от гнетущаго мя недуга. Приими недостойное моление грешнейшаго паче всех человек, посети мя благодатным посещением, не возгнушайся греховных язв моих, помажи елеем милости твоея и исцели мя; да, здрав сый душею и телом, остаток дний моих, благодатию Божиею, возмогу провести в покаянии и угождении Богу и сподоблюся восприяти благий конец жития моего. Ей, угодниче Божий! Умоли Христа Бога, да предстательством твоим дарует ми здравие телу и спасение души моей. Аминь.»

### Тропарь
Тропарь, глас 3:
Страстотерпче святый и целебниче Пантелеимоне,/ моли Милостиваго Бога,/ да прегрешений оставление// подаст душам нашим.

## Память
- Пантелеимонов монастырь и скит Святого Пантелеимона в Греции.
- Монастырь Святого Пантелеимона в Македонии.
- Пантелеимонов монастырь на Украине.
- Богородичный Пантелеимонов Щегловский монастырь в России.
- Многочисленны церкви Святого Пантелеимона в России.
- Памятник Пантелеимону-целителю в городе Батайске (Ростовская область) открыт 9 августа 2013 года. Скульптор С. Исаков.
- Броненосный корабль российского флота «Князь Потёмкин» после восстания в 1905 году переименован в «Пантелеимон».